# Tales of the Unexpected
Tales of the Unexpected es una serie de televisión británica que se emitió entre 1979 y 1988, basada en su mayoría en historias cortas de Roald Dahl recogidas en los libros Tales of the Unexpected, Kiss Kiss y Someone Like You.
La serie fue realizada por Anglia Television para la cadena ITV, con escenas interiores grabadas en sus estudios de Norwich, mientras que el rodaje en exteriores tuvo lugar principalmente en la región de East Anglia.

## Episodios
| Temporada | Episodios | Emisión inicial         | Emisión final           |
| --------- | --------- | ----------------------- | ----------------------- |
| 1         | 9         | 24 de marzo de 1979     | 19 de mayo de 1979      |
| 2         | 16        | 1 de marzo de 1980      | 14 de junio de 1980     |
| 3         | 9         | 9 de agosto de 1980     | 19 de diciembre de 1980 |
| 4         | 17        | 5 de abril de 1981      | 26 de diciembre de 1981 |
| 5         | 18        | 25 de abril de 1982     | 2 de enero de 1983      |
| 6         | 14        | 9 de abril de 1983      | 3 de septiembre de 1983 |
| 7         | 15        | 12 de mayo de 1984      | 21 de octubre de 1984   |
| 8         | 4         | 30 de marzo de 1985     | 28 de julio de 1985     |
| 9         | 10        | 18 de diciembre de 1987 | 13 de mayo de 1988      |